# Járfás Tamás
Járfás Tamás (Budapest, 1933. október 16. – Pozsony, 1966. november 24.) rádiós és televíziós zenei rendező. 
Felesége Komlóssy Erzsébet opera-énekesnő volt.

## Életpályája
Édesapja: Járfás Sándor orvos volt. A budapesti Zeneművészeti Szakiskolában Sugár Rezsőnél tanult zeneszerzést. 1952-ben érettségizett az ELTE Trefort Ágoston Gyakorló Gimnáziumában. 1955–1966 között a Magyar Rádiónál dolgozott zenei rendezőként. 1957-ben a Budapesti Műszaki és Gazdaságtudományi Egyetemen villamosmérnöki diplomát szerzett. 1959-től az ELTE akusztikai intézetének tudományos munkatársa volt.
Repülőgép-szerencsétlenség áldozata lett. Utolsó munkája, Gluck Iphigenia Taurisban c. operájának rádiófelvétele 1966 decemberében került adásba. Sírja a Farkasréti temetőben található.
Nemzetközi viszonylatban is jelentős tudományos munkásságot fejtett ki az elektroakusztika területén. Több nemzetközi kongresszus (Stuttgart, 1959; Koppenhága, 1962; Smolnice, 1963; Liège, 1965; Berlin, 1965) résztvevője és előadója volt. Hazánkban az elsők között foglalkozott gyakorlatban az elektronikus zenével.
Fiatal kora ellenére nagy tudású, művelt ember volt, aki szerencsésen egyesítette önmagában a muzsikust és a hang, a hangzás mérnöki-műszaki szakemberét, s mint ilyen, egyedülálló volt a Magyar Rádió és Televízió munkatársai között.
Szerénységéért, csendes, halk szavú, kulturált emberi magatartásáért mindenki nagyon szerette és örömmel figyelte tehetségének, munkájának kibontakozását a Televízióban.
[...] Nemes lelkű, tiszta ember volt, aki tudott hinni a jóban, az igazban és álhatatosan járt ezen az úton.

## Művei
- Physikalische und subjektive Nachhallzeít (Proceedings of III. ICA., 1961)
- A zenei rendezés néhány elvi kérdése (Rádió és TV szemle, 1962. 3–4. sz.)
- Investigations of directivity patterns of speech sounds (Proceedings of IV. ICA. 1962)
- Az elektronikus zene (Fizikai Szemle, 1963. m. sz.)
- Hangkeltési elvek az elektronikus zenében (Kép és Hangtechnika, 1963. 6. sz.)
- Über die Richtkarakteristik von Sprachlauten (Tarnóczy Tamással, Bild und Ton, 1963. Heft 12.)
- Directivity patterns of speech sounds (Proceedings of V. ICA. 1965)

## Megjegyzés
1. 1 2  http://mek.oszk.hu/00300/00355/html/ABC06879/06997.htm. (Hozzáférés: 2017. október 9.)
2. ↑  PIM-névtér-azonosító. (Hozzáférés: 2020. június 1.)
3. ↑  https://epa.oszk.hu/00000/00003/00030/adattar.html
4. ↑  https://epa.oszk.hu/00000/00003/00030/nevmutato.html
5. ↑  1966. november 24-én, csütörtökön, a Kis-Kárpátok felett lezuhant a TRABSZO (= Bolgár–Szovjet Légitársaság) IL–18-as – Szófia–Prága–Budapest között menetrend szerint közlekedő – repülőgépe. A gépen tartózkodó 76 személy életét vesztette. Az áldozatok között volt – többek között – Benedek Jenő, a Magyar Jogász Szövetség főtitkára, Galván Károlyné műszaki könyvtáros, Járfás Tamás, a Magyar Rádió zenei rendezője, Kiszlinger József Kossuth-díjas esztergályos, valamint négy magyar válogatott cselgáncsozó: Bodor Antal, Faragó Benjamin, Kovács János, Nagy Miklós és Kovács Ákos a cselgáncsválogatott szövetségi kapitánya.
6. ↑  Lévai Béla: A rádió és a televízió krónikája 1945-1978. Budapest, 1980. Tömegkommunikációs Kutatóközpont. 317. l.  ISBN 9630310015
7. ↑  Nemzeti Panteon. [2019. június 29-i dátummal az eredetiből archiválva]. (Hozzáférés: 2019. július 10.)
8. ↑  Kármán György: Violinkulcs a képernyőn. Budapest, 1974. Zeneműkiadó. 100–101. l. ISBN 9633300371